# برج اسلام
برج اسلام (به عربی: برج إسلام) یک روستا در سوریه است که در استان لاذقیه واقع شده‌است. برج اسلام ۵٬۶۵۲ نفر جمعیت دارد.